# Bounced Checks
Bounced Checks — компіляція автора-виконавця Тома Вейтса, видана 1981 року.

## Про альбом
Bounced Checks включає пісні з альбомів Вейтса до 1980 року, окрім дебютного альбому Closing Time. Містить рідкісні альтернативні версії пісень та концертні записи. Серед рідкісних речей: трек «Mr. Henry», що не увійшов в остаточну версію Heartattack and Vine, концертний варіант «The Piano Has Been Drinking», чорнові варіанти «Jersey Girl» і «Whistlin' Past the Graveyard», взяті з сесій до Heartattack and Vine і Blue Valentine відповідно.

## Список композицій
| #   | Назва | Тривалість |
| --- | --- | ---------- |
| 1.  | «Heartattack and Vine» (з альбому Heartattack and Vine (1980))                                                                 | 4:42       |
| 2.  | «Jersey Girl» (альтернативна версія з альбому Heartattack and Vine (1980))                                                     | 4:35       |
| 3.  | «Eggs and Sausage (In a Cadillac with Susan Michelson)» (з альбому Nighthawks at the Diner (1975))                             | 4:14       |
| 4.  | «I Never Talk to Strangers» (дует з Бетт Мідлер з альбому Foreign Affairs (1977))                                              | 3:36       |
| 5.  | «The Piano Has Been Drinking» (концертний варіант, записаний в березні 1981 в Дубліні, оригінал вийшов на Small Change (1976)) | 6:04       |
| 6.  | «Whistlin' Past the Graveyard» (альтернативна версія з альбому Blue Valentine (1978))                                          | 3:00       |
| 7.  | «Mr. Henry» (невидана пісня, планувалася на Heartattack and Vine (1980))                                                       | 3:33       |
| 8.  | «Diamonds on My Windshield» (з альбому The Heart of Saturday Night (1974))                                                     | 3:13       |
| 9.  | «Burma Shave» (з альбому Foreign Affairs (1977))                                                                               | 6:28       |
| 10. | «Tom Traubert's Blues» (з альбому Small Change (1976))                                                                         | 6:21       |